# Zonotrichia
Zonotrichia é um gênero de ave da família Passerellidae.

## Espécies
Cinco espécies são reconhecidas para o gênero Zonotrichia:
- Zonotrichia capensis (Muller, 1776)
- Zonotrichia querula (Nuttall, 1840)
- Zonotrichia leucophrys (Forster, 1772)
- Zonotrichia albicollis (J. F. Gmelin, 1789)
- Zonotrichia atricapilla (J. F. Gmelin, 1789)
- †Zonotrichia robusta